# Нюренберг, Амшей Маркович
Амшей Маркович Нюренберг (5 [17] апреля 1887, Елисаветград, Херсонская губерния — 10 января 1979, Москва) — русский и украинский советский художник, приверженец Парижской школы живописи, график, искусствовед, автор мемуарной прозы.
Получил разностороннее художественное образование.
На протяжении жизни работал в разных стилях — от модернизма до реализма, всегда оставаясь верным традициям Парижской школы.

## Биография
Родился 21 апреля 1887 в Елисаветграде (ныне Кропивницкий, Украина) в еврейской семье. Родители были владельцами рыбной лавки. Амшей — старший из 10 детей.
В 1905 год окончил общеобразовательную школу в Елисаветграде, где рисование преподавал ученик Ильи Репина Феодосий Козачинский.
В 1905—1911 годах учился в Одесском художественном училище в классе профессора Кириака Костанди.
В 1911—1913 годы жил в Париже, где учился в частных художественных академиях; работал художественным корреспондентом в русскоязычной социал-демократической газете «Парижский вестник». В течение года жил и работал в совместном ателье с Марком Шагалом в фаланстере «Ля Рюш» (La ruche) в проезде Данциг.
В 1913 году вернулся в Елисаветград, где работал преподавателем.
В 1915 году переехал в Одессу и занялся выставочной деятельностью с группой модернистов, впоследствии названных «одесскими парижанами». Организовал «Общество независимых», преобразованное в 1918 году в «Товарищество независимых художников».
В 1915 году вступил в брак с балериной Полиной Мамичевой (1894—1978).
В 1918 году основал художественную студию «Свободная мастерская» вместе с «Детской академией». Преподаватели Студии — художники, учившиеся во Франции (Амшей Нюренберг, Сигизмунд Олесевич, Сандро Фазини, Теофил Фраерман, Исаак Малик). Среди учеников — Виктор Мидлер (впоследствии старший хранитель отдела новейшей русской живописи Третьяковской галереи), жена Полина Мамичева, Наум Соболь (театральный художник).
В 1919 году назначен народным комиссаром искусств Одессы и главой Комитета по охране памятников искусства и старины.
В 1919—1920 годах — главный редактор первой советской газеты в Елисаветграде «Красная деревня».
В 1920 году переехал в Москву, где работал в Окнах РОСТА вместе с Владимиром Маяковским, Иваном Малютиным и Михаилом Черемных; изготовил более 200 плакатов.
В 1921—1922 годах — в командировке в Узбекистане вместе с Виктором Мидлером и Полиной Мамичевой для организации реставрации исторических и культурных памятников.
В 1922 году присоединился к Новому обществу живописцев (НОЖ), организованному в 1921 году художниками Самуилом Адливанкиным, Георгием Ряжским, Александром Глускиным и Михаилом Перуцким; участие в выставке объединения НОЖ.
В 1922—1924 годах — профессор истории западной живописи во ВХУТЕМАСе.
В 1923 году родилась дочь Нина, впоследствии певица, солистка Большого театра СССР, в замужестве — Нина Нелина.
В 1923—1925 участвовал в совместных выставках с бывшими членами группы «Бубновый валет» (1910—1917) и писал декларацию для их нового общества «Московские живописцы» под председательством Петра Кончаловского.
В 1924—1926 годах — первый художественный обозреватель газеты «Правда».
В 1927—1929 годах по направлению наркома просвещения Анатолием Луначарским жил и работал в Париже в качестве «культурного посла»: читал лекции о советском искусстве и писал репортажи о французском искусстве для советской прессы. Участвовал в парижском «Осеннем салоне» 1928 года, выставляя свои живописные работы.
В 1930-е годы принял участие в организации Союза художников СССР, работал для Музея Революции, осуществлял творческие командировки в колхозы Украины и Северного Кавказа и на шахты Кузбасса.
В 1941—1943 годах находился в эвакуации в Ташкенте в связи с войной. Работал в Узбекском союзе художников.
В 1943 году вернулся в Москву, 
где работал для Музея Революции.
В 1950-е годы вышел на пенсию. Продолжал активную живописную и литературную деятельность: участвовал в выставках, писал мемуары, публиковал статьи в газетах и журналах.
Умер 10 января 1979 года возрасте 91 года в Москве. Похоронен на Ваганьковском кладбище.

## Семья
- Жена — балерина и художница Полина Николаевна Мамичева (1894—1978). Дочь — оперная певица (колоратурное сопрано), солистка Большого театра Нина Нелина (Неля Амшеевна Нюренберг, 1923—1966) — жена писателя Юрия Валентиновича Трифонова; их дочь (внучка А. М. Нюренберга) — филолог Ольга Юрьевна Тангян (род. 1951).
- Брат — художник Давид Маркович Девинов (1896—1964), член объединений Московские живописцы, РОСТ Общество московских художников. Его дочь (племянница А. М. Нюренберга) — художница Айя Давыдовна Семынина (род. 1931); внуки — художница Елена Варшавчик (род. 1969) и Сергей Варшавчик (род. 1967), руководитель редакции отдела культуры РИА.
- Брат — Яков Маркович Нюренберг, заведующий московской редакцией фотохроники ТАСС.
- Племянник — заслуженный художник России Виталий Орловский (род. 1931).

## Работы в музеях
- Москва, Государственная Третьяковская галерея — 67 работ, в том числе картины «Буржуазная сволочь» (1929—1930), «Ужин» (1930), «Соцдоговор» (1931)
- Москва, Государственный музей изобразительных искусств им. А. С. Пушкина — 45 работ
- Москва, Музей Маяковского Архивная копия от 17 февраля 2009 на Wayback Machine — 14 работ, в том числе портреты Маяковского разных лет
- Москва, Государственный музей искусства народов востока — 69 работ, среднеазиатские работы 1920-х и 1940-х годов
- Москва, Государственный центральный музей современной истории России (бывший Музей Революции) — портреты Ленина, работы революционной и антивоенной тематики
- Москва, Центральный музей Вооруженных Сил (бывший Музей Красной Армии) — картина «Счастливая юность» (1936)
- Киев, Национальный художественный музей Украины — 39 работ
- Кропивницкий (Украина), Областной художественный музей — 102 работы
- Нукус (Узбекистан), Государственный музей искусств имени И. В. Савицкого — около 60 работ
- Рамат-Ган (Израиль), Музей русского искусства им. М. и М. Цетлиных — около 20 работ
- Миннеаполис (США), Музей русского искусства (TMORA)— 15 работ

## Выставки
- 1908, Одесса. Выставка Товарищества южнорусских художников (ТЮРХ)
- 1913, Елисаветград. Первая елисаветградская художественная выставка
- 1916, Одесса. Выставка Общества независимых
- 1918, Одесса. Выставка Товарищества независимых художников
- 1919, Одесса. Первая народная выставка
- 1920, Одесса. Выставка памяти Т.Шевчанко
- 1922, Москва. Выставка Нового общества живописцев (НОЖ)
- 1924, Москва. Выставка рисунков и акварелей совместно с Робертом Фальком и Александром Шевченко в Государственной Цветковской художественной галерее
- 1927, Париж. Осенний салон
- 1929, Москва. Выставка «Окна сатиры РОСТА» в Третьяковской галерее
- 1932, Венеция. Биенале
- 1939, Москва. Индустрия социализма
- 1945, Москва. Персональная выставка в Центральном доме литераторов (ЦДЛ)
- 1961, Москва. Персональная выставка в Московском союзе художников
- 1963, Одесса. Персональная выставка
- 1979 (посмертно), Москва. Персональная выставка в Московском союзе художников
- 1988, Москва. Выставка Нукусского музея в Музее искусства народов востока
- 2004, Москва. Выставка братьев Амшея Нюренберга и Давида Девинова-Нюренберга в галерее «Ковчег»
- 2006, Рамат-Ган, Израиль. Выставка «Одесские парижане» Архивная копия от 25 сентября 2010 на Wayback Machine в Музее русского искусства им. Цетлиных  Архивная копия от 24 августа 2021 на Wayback Machine
- 2009, Одесса. Персональная выставка графических работ во Всемирном клубе одесситов Архивная копия от 24 августа 2021 на Wayback Machine
- 2009, Кировоград, с 2016 Кропивницкий, Украина. Персональная выставка в Кировоградском областном художественном музее Архивная копия от 24 августа 2021 на Wayback Machine
- 2010, Киев. Выставка работ Товарищества Независимых Художников из коллекции Якова Перемена Архивная копия от 24 августа 2021 на Wayback Machine в Национальном музее искусств имени Богдана и Варвары Ханенко
- 2011, Нью Йорк. Выставка «Украинский авангард: одесские парижане» Архивная копия от 24 августа 2021 на Wayback Machine в Национальном Арт-клубе.
- 2013, Киев. Выставка «Общество независимых» Архивная копия от 24 августа 2021 на Wayback Machine в Национальном Художественном музее Украины
- 2014, Одесса. Выставка «Они вернулись!» Архивная копия от 24 августа 2021 на Wayback Machine в Музее современного искусства Одессы
- 2020, Москва. Персональная выставка Нюренберга Архивная копия от 24 августа 2021 на Wayback Machine в Музее Востока
- 2021, Москва. Выставка «Даешь Кузбасс!» Архивная копия от 24 августа 2021 на Wayback Machine в Третьяковской галерее
- 2021, Кемерово. Выставка «Строим Кузбасс, строим страну!» в Кемеровском региональном музее изобразительного искусства Архивная копия от 24 августа 2021 на Wayback Machine
- 2021, Одесса. Выставка «Вчера, сегодня, всегда» Архивная копия от 24 августа 2021 на Wayback Machine в Музее современного искусства Одессы

## Членство в художественных объединениях
1910 — Одесса, Товарищество южнорусских художников (ТЮРХ)
1915—1918 — Одесса, Общество независимых
1918—1919 — Одесса, Товарищество независимых художников
1922—1923 — Москва, Новое общество живописцев (НОЖ)
1926—1927 — Москва, Ассоциация художников революционной России (АХРР)
1932—1979 — Москва, Московский областной союз советских художников (МОССХ), впоследствии переименованный в Московский союз советских художников (МССХ), Московское отделение Союза художников РСФСР (МОСХ РСФСР) и Московское отделение организации Союза художников РСФСР (МОСХ)